# 金井三笑
金井 三笑（かない さんしょう、1731年（享保16年）- 1797年7月10日（寛政9年6月16日））は、江戸時代中期の歌舞伎作者である。通称は筒屋半九郎、別号に与鳳亭等がある。

## 経歴・人物
金井筒屋の一家の子として江戸に生まれ、後に4代目市川團十郎の付き人となる。後に團十郎の俳号に因んで三笑と名乗り作者としての活動として始めた。その後独立し初代尾上菊五郎の裏方として市村座を中心に活動し、世話物を中心に新しい作風を取り入れる等、当時中村座の作者として活動していた初代桜田治助と対抗するほどの著名な作家となった。後に中村座に復帰するも、座元の後継問題で失脚し三笑が無名の歌舞伎役者と共に独立した一座を興行した。
これによって、当時新人で無名だった初代尾上松助の抜擢や3代目澤村宗十郎、2代目坂田半五郎、3代目大谷廣次等、著名な歌舞伎役者の育ての親として名を馳せた。実子に後に父の後に次いで作者となる筒井三鳥、松井由輔がおり、門下には4代目鶴屋南北らがいる。

## 主な著作物

### 主著
- 『うれしく存曾我』- 1幕のみ現存[2]。

### その他の著書
- 『江戸紫根元曾我』
- 『蛇柳』
- 『色上戸三組曾我』
- 『四十八手恋所訳』- 富本節演目[3]。